# だからその手を離して
「だからその手を離して」（だからそのてをはなして）は、日本の音楽ユニット・B'zの楽曲。1988年9月21日にBMGビクターからデビューシングルとして発売された。

## 概要
デビューアルバム『B'z』と同時リリースされた。B'zのシングルでは唯一、アナログ盤も発売された。
当時、2曲目は「2nd beat」という言い方はされず、普通にカップリングと言った。2nd beatと言う呼称は4thシングル『BE THERE』から使われることになる。当時はほとんど無名だったこともあり、オリコン集計でもカウントされないほど売れなかった。
2人の英語クレジットは、3rdミニ・アルバム『MARS』まで松本が"TAKAHIRO MATSUMOTO ON GUITAR"、稲葉が"KOHSHI INABA ON VOCAL"だった。後に担当パート表記のみが小文字になるが、パート表記の頭文字は大文字である。
表ジャケットの上半分の写真は、デビューアルバム『B'z』からの流用である。裏ジャケットの写真はアルバムの裏ジャケットとは異なり、アルバムの歌詞カードの裏面にあたる部分の写真を流用したものである。

## 収録曲
| 全作詞: 稲葉浩志、全作曲: 松本孝弘、全編曲: 明石昌夫。 |                                             |          |            |      |
| #                                                      | タイトル                                    | 作詞     | 作曲・編曲 | 時間 |
| 1.                                                     | 「だからその手を離して」                    | 稲葉浩志 | 松本孝弘   | 3:50 |
| 2.                                                     | 「ハートも濡れるナンバー 〜stay tonight〜」 | 稲葉浩志 | 松本孝弘   | 4:38 |
| 合計時間:                                              | 合計時間:                                   | 8:28     |            |      |

## 楽曲解説
1. だからその手を離して
  - 軽くダンサブルなデジタルビートが主体で、ギターとボーカル以外はすべて打ち込みで出来上がっている。
  - PVは、台風接近の悪天候の中で撮影が行われた[3]。また、東京都内のスタジオで撮影されたシーンも含まれている[4]。
  - 2020年に行われた無観客配信ライブ『B'z SHOWCASE 2020 -5 ERAS 8820-』のDay1でオープニングナンバーを飾った[5][6]。
2. ハートも濡れるナンバー 〜stay tonight〜
  - 1曲目同様、打ち込み主体の曲。

## バージョン違い

### だからその手を離して
DA・KA・RA・SO・NO・TE・O・HA・NA・SHI・TE -OFF THE LOCK STYLE-
全英詞バージョン。デジタルダンスビート色がさらに強調され、演奏時間は7分を超える。ミニアルバム『BAD COMMUNICATION』と非公式ベスト・アルバム『Flash Back -B'z Early Special Titles-』に収録。
だからその手を離して -Mixture Style-
再録バージョンで、原曲とは異なりハードロック調となっている。27thシングル『今夜月の見える丘に』とマスト・アルバム『B'z The "Mixture"』に収録。

### ハートも濡れるナンバー 〜stay tonight〜
STAY TONIGHT
『B'z LIVE-GYM Pleasure '92 "TIME"』、『B'z LIVE-GYM Pleasure '93 "JAP THE RIPPER"』で演奏されたバージョン。音源化はされていないが、『LIVE RIPPER』に映像の一部が収録されている。このバージョンのタイトルは同作の収録曲目に記載されたもの。このアレンジが後述の「SLAVE TO THE NIGHT」の原型となっている。
SLAVE TO THE NIGHT
7thアルバム『The 7th Blues』に収録された全英詞バージョン。歌詞が英語になり、上記の「STAY TONIGHT」を基に更にアレンジが加えられている。タイトルや曲構成ごと大幅に変更された、B'zの中でも非常に珍しい楽曲である。

## 参加ミュージシャン
- 松本孝弘:ギター、全曲作曲
- 稲葉浩志:ボーカル、全曲作詞
- 明石昌夫:全曲編曲

## 収録アルバム
だからその手を離して
- B'z
- BAD COMMUNICATION（全英詞バージョン「DA・KA・RA・SO・NO・TE・O・HA・NA・SHI・TE -OFF THE LOCK STYLE-」）
- B'z TV Style SONGLESS VERSION（TV Style）
- Flash Back -B'z Early Special Titles-
- B'z The "Mixture"（-Mixture style-）
- B'z The Best XXV 1988-1998

ハートも濡れるナンバー 〜stay tonight〜
- B'z
- The 7th Blues（全英詞バージョン「SLAVE TO THE NIGHT」）
- DEVIL（全英詞バージョン「SLAVE TO THE NIGHT」）

## ライブ映像作品
だからその手を離して
- JUST ANOTHER LIFE
- B'z LIVE-GYM Hidden Pleasure 〜Typhoon No.20〜
- B'z LIVE-GYM Pleasure 2008 -GLORY DAYS-
- B'z COMPLETE SINGLE BOX（特典DVD）
- B'z SHOWCASE 2020 -5 ERAS 8820- Day1〜5

ハートも濡れるナンバー 〜stay tonight〜
- LIVE RIPPER（「STAY TONIGHT」）